# Resolution 1414 des UN-Sicherheitsrates
Die Resolution 1414 des UN-Sicherheitsrats wurde am 23. Mai 2002 ohne Abstimmung angenommen.

## Inhalt
In der Resolution erklärt der Weltsicherheitsrat, dass er den Antrag der Demokratischen Republik Osttimor (Timor-Leste) zur Aufnahme in die Vereinten Nationen (S/2002/558) geprüft hat und empfiehlt der Generalversammlung der Vereinten Nationen dem Antrag zuzustimmen.
Am 27. September 2002 nahm die Generalversammlung Osttimor als 191. Mitgliedsstaat in die Vereinten Nationen auf.